# 蓋特魯斯克山
46°51′53″N 14°38′32″E / 46.86472°N 14.64222°E

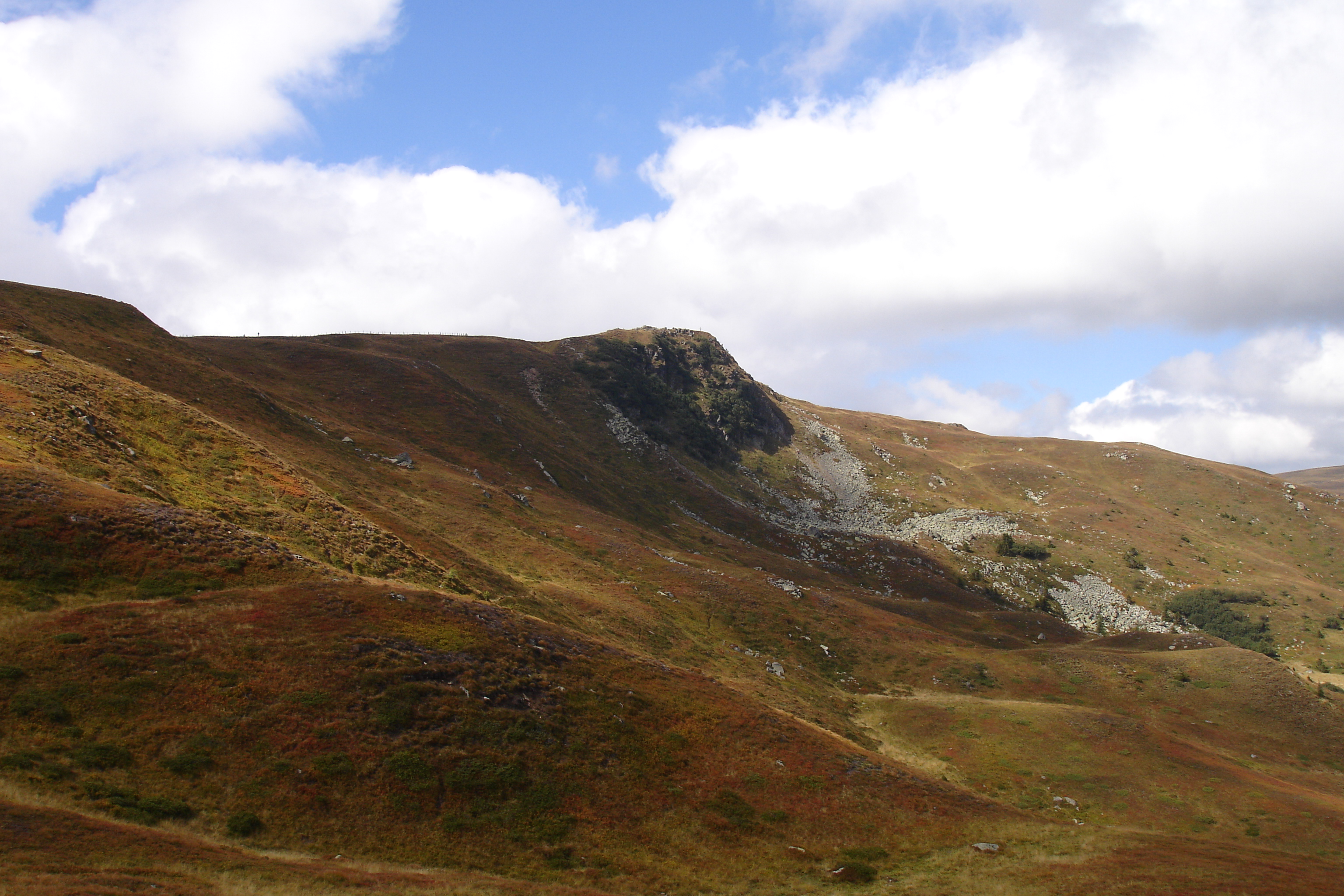

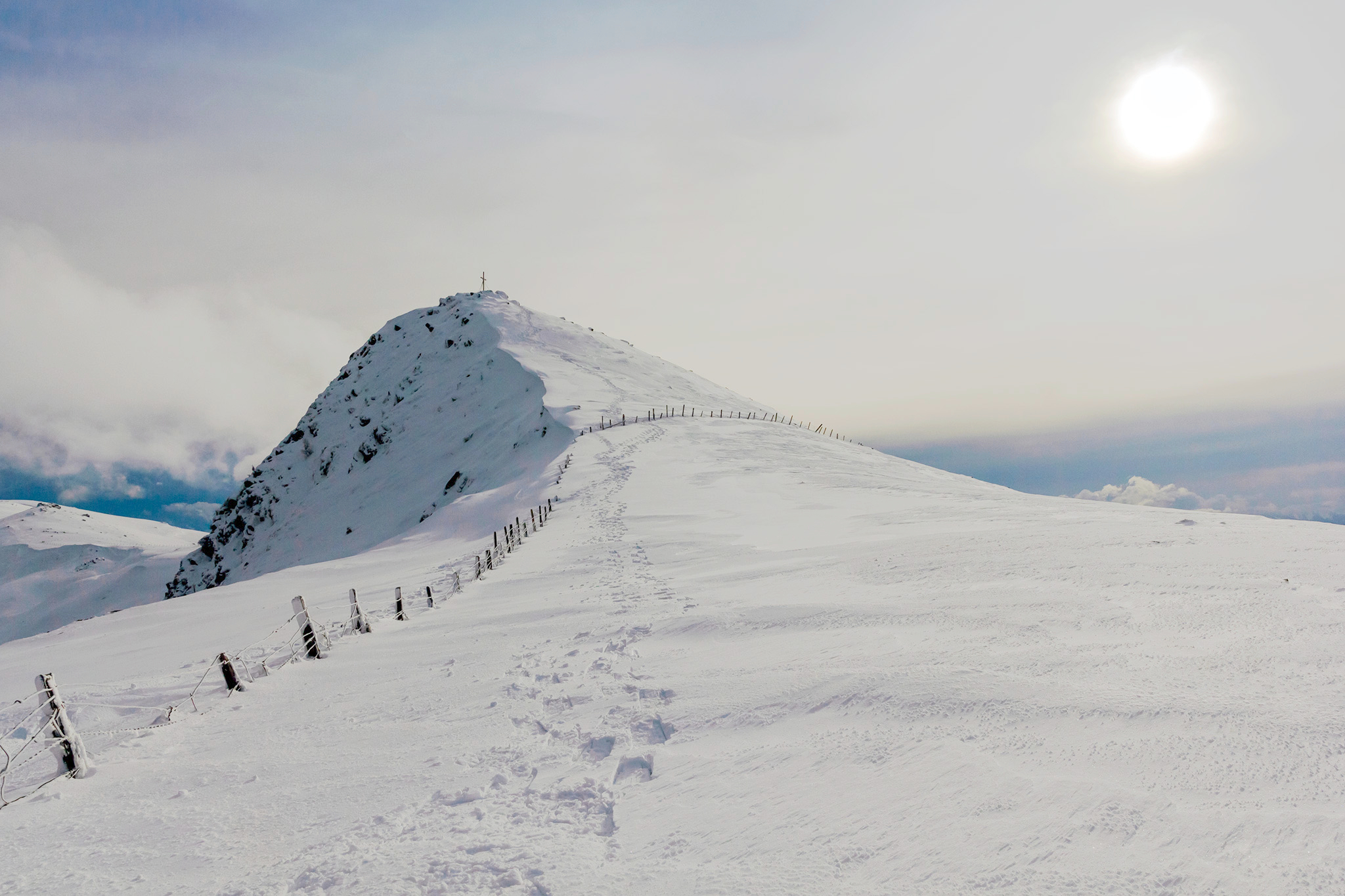

蓋特魯斯克山（德語：Gertrusk），是奧地利的山峰，位於該國南部，由克恩頓州負責管轄，屬於拉萬塔爾阿爾卑斯山脈的一部分，距離拉丁峰1.2公里，海拔高度2,044米，每年平均降雨量1,827毫米。